# Attack the Gas Station 2
Série
Attack the Gas Station!
(1999)
Pour plus de détails, voir Fiche technique et Distribution.
Attack the Gas Station 2 (en hangeul : 주유소 습격사건 2 ; RR : Juyuso seubgyuksageun 2) est une comédie d'action sud-coréenne réalisée par Kim Sang-jin et sortie le 21 janvier 2010. Elle met en vedette les acteurs Ji Hyun-woo et Jo Han-sun. Il s'agit de la suite de Attack the Gas Station! (1999).

## Synopsis
Il y a dix ans, la station essence de M. Park a été attaquée par des gangs de motocyclistes. Pour se venger, il embauche quatre jeunes hommes téméraires et dangereux : un puncher capable de tuer, un footballeur violent, un lutteur à gros ventre et un accro de jeu vidéo très rusé. Mais ces employés se montrent encore plus violents lorsqu'ils réclament leurs salaires impayés.

## Fiche technique
- Titre : Attack the Gas Station 2
- Titre original : 주유소 습격사건 2 (Juyuso seubgyuksageun 2)
- Réalisation : Kim Sang-jin
- Scénario : Baek Sang-yeol
- Photographie : Kim Dong-cheon
- Montage : Ko Im-pyo
- Société de production : CJ Entertainment
- Pays :  Corée du Sud
- Genre : Action et comédie
- Durée : 111 minutes
- Dates de sortie : 
  - Corée du Sud : 21 janvier 2010

## Distribution
| - Ji Hyun-woo : One Punch - Jo Han-sun : High Kick - Moon Won-ju : Body-twist - Jung Jae-hoon : Yaburi - Baek Jeong-min : Jjangdol - Park Yeong-gyu : le propriétaire de la station essence - Park Sang-myun : Mang-chi - Lee Hyeon-ji : Myeong-rang, une étudiante - Kwon Yong-woon : narrator manager - Tak Teu-in : Beol-goo - Lee Mi-do : Lee Mi-do - Na Hae-ri : Na Hae-ri - Lee Se-mi : Lee Se-mi - Jo Deok-hyun : Jo-jung, un reporter - Ko In-beom : le nouveau propriétaire - Lee Myeong-ho : Pal-bong | - Kim Yoon-sung : le meneur du gang de motocyclistes - Hwang Sang-kyung : le premier membre du gang de motocyclistes - Kim Jung-woon : le deuxième membre du gang de motocyclistes - Kim Seung-wan : le gardien pénitencier - Park Ji-yeon : la deuxième femme qui pense au passé - Kim Do-yeon : la troisième femme qui pense au passé - Park Jin-young : le père de One Punch - Kim Dae-ho : le propriétaire du restaurant à poulet - Jang Hang-jun : le réalisateur - Lee Mi-so : l'étudiante victime d'un détournement de mineur - Kim Sang-jin : l'entraîneur de l'équipe de football - Kim Su-ro : Ha Re-yi (caméo) - Kim Sun-a : elle-même (caméo) |